# José "Paseiro" Fernández
José Fernández Sánchez, conocido como Paseiro, (nació en Sada (provincia de La Coruña, España) el 20 de octubre de 1928) es un exfutbolista español. Jugaba en la demarcación de delantero centro y su primer equipo fue Real Club Deportivo de La Coruña.

## Biografía
Su nombre es José Fernández Sánchez, pero era conocido como Paseiro. Nació en Sada (provincia de La Coruña, España), el 20 de noviembre de 1928. Su posición natural de juego era delantero centro.
Su primer partido con Deportivo de La Coruña lo disputó el 27 de febrero de 1949 en la temporada 1948/49, en la jornada 22, en la victoria por 3-0 contra R. C. D. Espanyol. Jugó en el cuadro herculino en la temporada 1948/49, en el Racing de Ferrol en 1949/50 (donde marcó 16 goles en 29 partidos ligueros en Segunda División), y de nuevo en el Deportivo La Coruña en 1950/51. Entre 1951/52 jugó en Chile, en Universidad de Chile. Luego fue fichado por el R. C. D. Espanyol y estuvo en dicho club desde la temporada 1952/53 hasta la temporada 1955/56.
Después fue fichado por el Real Jaén, equipo con el que marcó 6 goles en 24 partidos, y el Real Jaén quedó 14º de primera división. El 29 (viernes) de noviembre de 1957 es contratado hasta final de temporada por el Xerez Deportivo (que estaba en 2ª división). En el Xerez, con Paseiro, eran ya 8 jugadores que fueron de primera división al Xerez. Pero Paseiro no cuaja y se marcha voluntariamente el 5 de febrero siguiente alegando, “lo dejo por razones personales, pues estoy muy bien en el club y en la ciudad”.

## Clubes
| Club                  | País   | Año      |
| --------------------- | ------ | -------- |
| Deportivo La Coruña   | España | 1948-49  |
| Racing Club de Ferrol | España | 1949-50  |
| Deportivo La Coruña   | España | 1950-51  |
| Universidad de Chile  | Chile  | 1951-52. |
| Español de Barcelona  | España | 1952-56  |
| Real Jaén             | España | 1956-57  |
| Xerez Deportivo       | España | 1957-58  |

## Palmarés

### Campeonatos nacionales
| Título      | Club                 | País   | Año     |
| ----------- | -------------------- | ------ | ------- |
| Copa Duward | Español de Barcelona | España | 1952-53 |
| Copa Duward | Español de Barcelona | España | 1953-54 |